# Walter Thaiss
Walter Richard Ernst Thaiss (* 23. Januar 1881 in Falkenberg; † nach 1933) war ein deutscher Staatsbeamter. Thaiss amtierte unter anderem von 1928 bis 1933 als Polizeipräsident der Stadt Breslau.

## Leben und Tätigkeit
Thaiss war ein Sohn des Carl Thaiss und seiner Ehefrau Ida, geb. Bartsch. Thaiss trat nach dem Studium der Rechtswissenschaft in Breslau, wo er Mitglied der Studentenverbindung Wratislavia wurde, in den Staatsdienst ein. In den 1920er Jahren war er beim Oberpräsidium in Breslau beschäftigt, wo er spätestens 1928 den Rang eines Oberregierungsrates erreichte. Im Juli 1928 wurde Thaiss zum kommissarischen Polizeipräsidenten von Breslau, damals die siebtgrößte Stadt Deutschlands, ernannt. Am 12. August 1929 folgte seine Ernennung zum ständigen/regulären Polizeipräsidenten der Stadt.
In seiner Stellung als Polizeipräsident von Breslau war Thaiss insbesondere mit der Leitung der Bekämpfung von Gewalttaten befasst, die von Angehörigen der seit 1929/1930 stark aufstrebenden nationalsozialistischen Bewegung in Breslau und seiner Umgebung begangen wurden. In erster Linie bedeutete dies, dass er die Anstrengungen der Polizei, gegen illegale Aufmärsche und Gewaltaktionen aller Art der Straßenkampforganisationen der Nationalsozialisten, der Sturmabteilung (SA) und der Schutzstaffel (SS), vorzugehen, dirigierte. So war Thaiss unter anderem verantwortlich für die Durchsetzung des von April bis Juni 1932 bestehenden deutschlandweiten Verbotes der SA in der Provinz Schlesien. Aufgrund der Energie, die er bei seiner anti-nationalsozialistischen Betätigung an den Tag legte, galt Thaiss den schlesischen Nationalsozialisten während der letzten Jahre der Weimarer Republik neben dem Oberpräsidenten von Schlesien, Hermann Lüdemann, als ihr schärfster Gegner auf Seiten der Staatsgewalt in Schlesien. Eine nationalsozialistische Propagandaschrift kennzeichnete ihn deshalb, neben Lüdemann, als den „größten Nazifresser“ der Region.
Kurz nach der Machtergreifung der Nationalsozialisten am 30. Januar 1933 wurde Thaiss am 15. Februar 1933 auf Ersuchen des neuen kommissarischen preußischen Innenministers Hermann Göring als Polizeipräsident von Preußen entlassen und in den einstweiligen Ruhestand versetzt. Seine Amtsenthebung war Bestandteil einer umfassenden personellen Neubesetzung, wobei außer Thaiss an diesem Tag noch zwölf weitere Polizeipräsidenten und drei Regierungspräsidenten entlassen und durch andere Personen ersetzt. Allgemein wurde angenommen, dass Thaiss jenen leitenden Beamten der Inneren Verwaltung in Preußen zugerechnet wurde, die den Nationalsozialisten nicht genügend zuverlässig erschienen.
Thaiss wurde Mitte Februar 1933 zunächst provisorisch durch den konservativen Beamten Joachim Friedrich von Alt-Stutterheim ersetzt. Ende März 1933 trat der seit Juni 1931 als Kommandeur der SA in Schlesien amtierende Nationalsozialist Edmund Heines seine Nachfolge als Polizeipräsident an.
Neben seiner Tätigkeit im Staatsdienst gehörte Thaiss zeitweise dem Aufsichtsrat der Schlesischen Luftverkehrs AG in Breslau an.

## Ehe und Familie
Thaiss heiratete am 7. Januar 1907 in Breslau die Helene Elisabeth Minna Haenel (* 21. Januar 1883 in Breslau; † 25. August 1965 in Hildesheim). Aus der Ehe ging die Tochter Charlotte (* 9. Januar 1908 in Schweidnitz) hervor.